# The Barricade
The Barricade er en amerikansk stumfilm fra 1917 af Edwin Carewe.

## Medvirkende
- Mabel Taliaferro som Hope Merrill.
- Frank Currier som Amos Merrill.
- Clifford Bruce som John Cook.
- Robert Rendel som Gerald Hastings.
- Emile Collins.